# Metarhizium anisopliae
Metarhizium anisopliae, anteriorment conegut com a Entomophthora anisopliae (basiònim), és un fong que creix naturalment en els sòls de tot el món i causa malalties n diversos grups d'insectes tot actuant com un parasitoide. Es va aïllar primer en el coleòpter Anisoplia austriaca, d'on prové el seu epítet específic. Es fa servir com un insecticida biològic.

## Biologia
La malaltia causada en els insectes tenen les espores de color verd. Quan els conidis del fong penetren en el cos de l'insecte, hi germinen i les hifes del fong penetren dins la cutícula de l'insecte hoste. Normalment acaben matant l'insecte.
M. anisopliae no infecta els humans ni altres animals.